# Barranc de Tercui
El Barranc de Tercui, és un barranc del territori de Tercui, dins de l'antic terme de Sapeira, actualment inclòs en el terme municipal de Tremp, al Pallars Jussà.
Es forma per la unió dels barrancs dels Horts i de Solà, a les Tarteres, al sud-oest del poble de Tercui, des d'on davalla cap a ponent, amb un gir inicial cap al nord, per anar-se a abocar en la Noguera Ribagorçana al sud-oest del Serrat de Puig Merané.